# Академическая гребля на летних Олимпийских играх 2008 — четвёрки, лёгкий вес (мужчины)
Соревнования четвёрок лёгкого веса в академической гребле среди мужчин на летних Олимпийских играх 2008 прошли с 10 до 17 августа. Приняли участие 52 спортсмена из 13 стран.

## Призёры
| Золото                                                                         | Серебро                                                                           | Бронза                                                       |
| Дания · Томас Эберт · Мортен Йоргенсен · Мадс Крусе Андерсен · Эскильд Эббесен | Польша · Лукаш Павловский · Бартломей Павелчак · Милош Бернатайтис · Павел Раньда | Канада · Иан Брамбелл · Джон Бир · Майк Льюис · Лиам Парсонс |

## Рекорды
| Мировое лучшее время | Дания Томас Эберт, Томас Поулсен, Мадс Кристиан Крусе Андерсен, Виктор Феддерсен | 5:45,60 | Люцерн, Швейцария | 1999 год |

## Соревнование

### Отборочные гонки
Занявшие 1-3 места проходят в полуфинал, остальные в дополнительную гонку.
| Место | Спортсмены                                                                    | Результат |
| ----- | ----------------------------------------------------------------------------- | --------- |
| 1     | Китай Хуан Чжонмин, У Чонкуй, Чжан Линь, Тянь Цзунь                           | 5:51,30   |
| 2     | Великобритания Ричард Чамберс, Джеймс Линдсей-Финн, Пол Маттик, Джеймс Кларк  | 5:52,38   |
| 3     | Австралия Родерик Чисхольм, Энтони Эдвардс, Бенджамин Кьюртон, Тодд Скипуорт  | 5:55,18   |
| 4     | Нидерланды Герард ван дер Линден, Маршалл Годсхалк, Иво Снейдерс, Паул Древес | 5:57,54   |
| 5     | Египет Мохамед Зидан, Амин Рамадан, Ахмед Гад, Абдель Разек Ибрахим           | 6:11,71   |

| Место | Спортсмены                                                                         | Результат |
| ----- | ---------------------------------------------------------------------------------- | --------- |
| 1     | Дания Томас Эберт, Мортен Йёргенсен, Мадс Кристиан Крусе Андерсен, Эскильд Эббесен | 5:50,12   |
| 2     | Канада Иан Брамбелл, Джон Бир, Майк Льюис, Лиам Парсонс                            | 5:52,13   |
| 3     | Италия Иржи Влчек, Кателло Амаранте, Сальваторе Амитрано, Бруно Маскаренас         | 5:54,12   |
| 4     | США Майк Алтман, Патрик Тодд, Уилл Дэйли, Том Парадисо                             | 5:56,54   |

| Место | Спортсмены                                                                   | Результат |
| ----- | ---------------------------------------------------------------------------- | --------- |
| 1     | Германия Бастиан Зайбт, Йост Шёманн-Финк, Йохен Кюнер, Мартин Кюнер          | 5:50,16   |
| 2     | Франция Франк Сольфороси, Гийом Рено, Жан-Кристоф Битте, Фабьен Тийе         | 5:51,68   |
| 3     | Польша Лукаш Павловски, Бартоломей Павельчак, Милош Бернатайтис, Павел Ранда | 5:52,06   |
| 4     | Ирландия Кэтел Мойнихен, Джироид Тоуи, Ричард Арчибальд, Пол Гриффин         | 5:52,32   |

### Дополнительная гонка
Занявшие 1-3 места проходят в полуфинал, последние становятся последними по итогам всего соревнования.
| Место | Спортсмены                                                                     | Результат |
| ----- | ------------------------------------------------------------------------------ | --------- |
| 1     | Ирландия Кэтел Мойнихен, Джироид Тоуи, Ричард Арчибальд, Пол Гриффин           | 6:21,79   |
| 2     | Нидерланды Джерард ван дер Линден, Маршалл Годсалк, Иво Снейдерс, Пауль Древес | 6:25,25   |
| 3     | США Майк Алтман, Патрик Тодд, Уилл Дэйли, Том Парадисо                         | 6:27,43   |
| 4     | Египет Мохамед Зидан, Амин Рамадан, Ахмед Гад, Абдель Разек Ибрахим            | 6:37,50   |

### Полуфинал
Занявшие 1-3 места проходят в финал A, остальные в финал B.
| Место | Спортсмены                                                                     | Результат |
| ----- | ------------------------------------------------------------------------------ | --------- |
| 1     | Польша Лукаш Павловски, Бартоломей Павельчак, Милош Бернатайтис, Павел Ранда   | 6:06,60   |
| 2     | Канада Иан Брамбелл, Джон Бир, Майк Льюис, Лиам Парсонс                        | 6:07,86   |
| 3     | Нидерланды Джерард ван дер Линден, Маршалл Годсалк, Иво Снейдерс, Пауль Древес | 6:08,73   |
| 4     | Австралия Родерик Чисхольм, Энтони Эдвардс, Бенджамин Кьюртон, Тодд Скипуорт   | 6:12,38   |
| 5     | Китай Хуан Чжонмин, У Чонкуй, Чжан Линь, Тянь Цзунь                            | 6:12,55   |
| —     | Германия Бастиан Зайбт, Йост Шёманн-Финк, Йохен Кюнер, Мартин Кюнер            | DNS       |

| Место | Спортсмены                                                                         | Результат |
| ----- | ---------------------------------------------------------------------------------- | --------- |
| 1     | Дания Томас Эберт, Мортен Йёргенсен, Мадс Кристиан Крусе Андерсен, Эскильд Эббесен | 6:05,75   |
| 2     | Франция Франк Сольфороси, Гийом Рено, Жан-Кристоф Битте, Фабьен Тийе               | 6:07,26   |
| 3     | Великобритания Ричард Чамберс, Джеймс Линдсей-Финн, Пол Маттик, Джеймс Кларк       | 6:08,75   |
| 4     | Ирландия Кэтел Мойнихен, Джироид Тоуи, Ричард Арчибальд, Пол Гриффин               | 6:13,85   |
| 5     | Италия Иржи Влчек, Кателло Амаранте, Сальваторе Амитрано, Бруно Маскаренас         | 6:14,73   |
| 6     | США Майк Алтман, Патрик Тодд, Уилл Дэйли, Том Парадисо                             | 6:16,30   |

### Финалы

#### Финал B
| Место | Спортсмены                                                                   | Результат |
| ----- | ---------------------------------------------------------------------------- | --------- |
| 1     | Италия Иржи Влчек, Кателло Амаранте, Сальваторе Амитрано, Бруно Маскаренас   | 6:03,12   |
| 2     | Китай Хуан Чжонмин, У Чонкуй, Чжан Линь, Тянь Цзунь                          | 6:04,48   |
| 3     | Австралия Родерик Чисхольм, Энтони Эдвардс, Бенджамин Кьюртон, Тодд Скипуорт | 6:05,26   |
| 4     | Ирландия Кэтел Мойнихен, Джироид Тоуи, Ричард Арчибальд, Пол Гриффин         | 6:06,02   |
| 5     | США Майк Алтман, Патрик Тодд, Уилл Дэйли, Том Парадисо                       | 6:07,79   |

#### Финал A
| Место | Спортсмены                                                                         | Результат |
| ----- | ---------------------------------------------------------------------------------- | --------- |
| 1     | Дания Томас Эберт, Мортен Йёргенсен, Мадс Кристиан Крусе Андерсен, Эскильд Эббесен | 5:47,76   |
| 2     | Польша Лукаш Павловский, Бартоломей Павельчак, Милош Бернатайтис, Павел Ранда      | 5:49,39   |
| 3     | Канада Иан Брамбелл, Джон Бир, Майк Льюис, Лиам Парсонс                            | 5:50,09   |
| 4     | Франция Франк Сольфорози, Гийом Рено, Жан-Кристоф Бетт, Фабьен Тийе                | 5:51,22   |
| 5     | Великобритания Ричард Чамберс, Джеймс Линдсей-Финн, Пол Маттик, Джеймс Кларк       | 5:52,12   |
| 6     | Нидерланды Герард ван дер Линден, Маршалл Годсхалк, Иво Снейдерс, Паул Древес      | 5:54,06   |